# باول تيتو
باول تيتو (بالإنجليزية: Paul Tito)‏ هو لاعب اتحاد الرغبي نيوزيلندي، ولد في 9 يونيو 1978 في Taumarunui ‏ في نيوزيلندا.

## وصلات خارجية
- باول تيتو عل موقع إسبنسكروم (الإنجليزية)
- باول تيتو على موقع ItsRugby.co.uk (الإنجليزية)